# Dubuque
Dubuque is een plaats (city) in de Amerikaanse staat Iowa, en valt bestuurlijk gezien onder Dubuque County.
Dubuque is de zetel van een rooms-katholiek aartsbisdom.

## Demografie
Bij de volkstelling in 2000 werd het aantal inwoners vastgesteld op 57.686. In 2006 is het aantal inwoners door het United States Census Bureau geschat op 57.696, een stijging van 10 (0,0%).

## Geografie
Volgens het United States Census Bureau beslaat de plaats een oppervlakte van 71,8 km², waarvan 68,6 km² land en 3,2 km² water.

## Geboren
- Sabin Carr (1904-1983), polsstokhoogspringer
- Margaret Lindsay (1910-1981), actrice
- David Drake (1945-2023), auteur
- Kate Mulgrew (1955), actrice
- Louie Psihoyos (1957), fotograaf en regisseur van documentaires

## Plaatsen in de nabije omgeving
De onderstaande figuur toont nabijgelegen plaatsen in een straal van 12 km rond Dubuque.